# Georg Joachim Rheticus
Georg Joachim Rheticus (eigentlich Georg Joachim Iserin; * 16. Februar 1514 in Feldkirch, habsburgisches Oberösterreich; † 4. Dezember 1574 in Kaschau, Königreich Ungarn) war ein habsburgischer Mathematiker, Astronom, und Kartograph.

## Leben
Rheticus war der Sohn von Georg Iserin (um 1480–1528), dem Stadtarzt von Feldkirch, und der norditalienischen Adligen Thomasina de Porris (um 1495–1554?). Sein Vater wurde 1528 wegen Hexerei und Betruges angeklagt und hingerichtet. Nach der Hinrichtung seines Vaters nannte er sich nach dem Familiennamen seiner Mutter Georg Joachim de Porris (eingedeutscht als Georg Joachim von Lauchen).
Georg Joachim lernte zunächst an der Lateinschule in Feldkirch und studierte von 1528 bis 1531 in Zürich Mathematik, danach an der Universität Wittenberg, wo er sich 1536 den akademischen Grad eines Magister artium (M.A.) erwarb. Durch die Patronage Philipp Melanchthons wurde er 1537 Professor für Mathematik und Astronomie in Wittenberg. Im folgenden Jahr ermöglichte Melanchthon ihm eine längere Studienreise zu berühmten Mathematikern und Astronomen. In Nürnberg besuchte er den Mathematiker und Herausgeber Johannes Schöner und den Drucker Johannes Petreius, die ihn vermutlich beauftragten, Nikolaus Kopernikus zur Herausgabe seines Hauptwerkes in Nürnberg zu überreden. Zumindest gab ihm Petreius drei Bücher aus seinem Verlag als Geschenk für Kopernikus mit. Anschließend studierte er bei Peter Apian in Ingolstadt, Joachim Camerarius in Tübingen und Achilles Gasser in seiner Heimatstadt Feldkirch.
Von 1539 bis 1541 weilte Rheticus bei Kopernikus in Frauenburg. Heinrich Zell, ein Schüler Sebastian Münsters, begleitete Rheticus nach Preußen. Während des Aufenthaltes bei Kopernikus konnte Zell alle Dokumente im Fürstbistum Ermland einsehen und erstellte zusammen mit Kopernikus und Rheticus eine detaillierte Landkarte von Preußen. Dann lehrte Rheticus wieder in Wittenberg, Nürnberg und bis 1545 in Leipzig. Bis 1548 war er wieder unterwegs, besuchte Gerolamo Cardano in Mailand und begann ein Medizinstudium in Zürich. Wiederum auf Fürsprache Melanchthons wurde er in die theologische Fakultät in Leipzig aufgenommen. Infolge eines Skandals wegen einer Affäre mit einem seiner Studenten musste er Leipzig 1551 überstürzt verlassen und studierte danach Medizin in Prag. Ab 1554 lebte er in Krakau als praktizierender Arzt und zog kurz vor seinem Tod 1573 nach Kaschau in Oberungarn, wo der kaiserliche Landeshauptmann Hans Rueber zu Pixendorf (1529–1584) ihn aufnahm.

## Wirken
Rheticus trug als Erster und wesentlich zur Verbreitung des kopernikanischen Weltsystems bei. Er war der einzige Schüler Kopernikus’ und konnte ihn bei seinem Aufenthalt in Frauenburg davon überzeugen, sein Hauptwerk in Druck zu geben. Während dieser Zeit gab er die erste Mitteilung über dasselbe in der Narratio Prima de libris revolutionum Copernici heraus. Auf dem Weg nach Nürnberg zur Einleitung des Drucks veröffentlichte er noch in Wittenberg den mathematischen Teil, ergänzt durch von ihm berechnete Tafeln der Sinus- und Cosinusfunktionen. Die Korrektur der Druckfahnen des De revolutionibus musste er Andreas Osiander überlassen. Dieser nahm eine theologische Abhandlung Rheticus’ über die Verträglichkeit des heliozentrischen Systems mit der Heiligen Schrift heraus und ersetzte sie anonym durch ein von ihm verfasstes neues Vorwort, indem er das neue System als bloßes Rechenmodell vorstellte.
1550 gab Rheticus die Ephemerides novae heraus.
Bedeutende Verdienste erwarb er sich ferner durch seine zehnstelligen, von 10 zu 10 Sekunden fortschreitenden Tafeln der trigonometrischen Funktionen, deren Berechnung indes erst von seinem Schüler Valentin Otho zu Ende geführt wurde, der sie auch im Opus palatinum de triangulis (Heidelberg 1596) herausgab.

## Ehrungen
Der Mondkrater Rhaeticus wurde 1935 und der Asteroid (15949) Rhaeticus 2001 zu seinen Ehren benannt. 1976 wurde in Feldkirch die nach ihm benannte Rheticus-Gesellschaft gegründet.

## Schriften

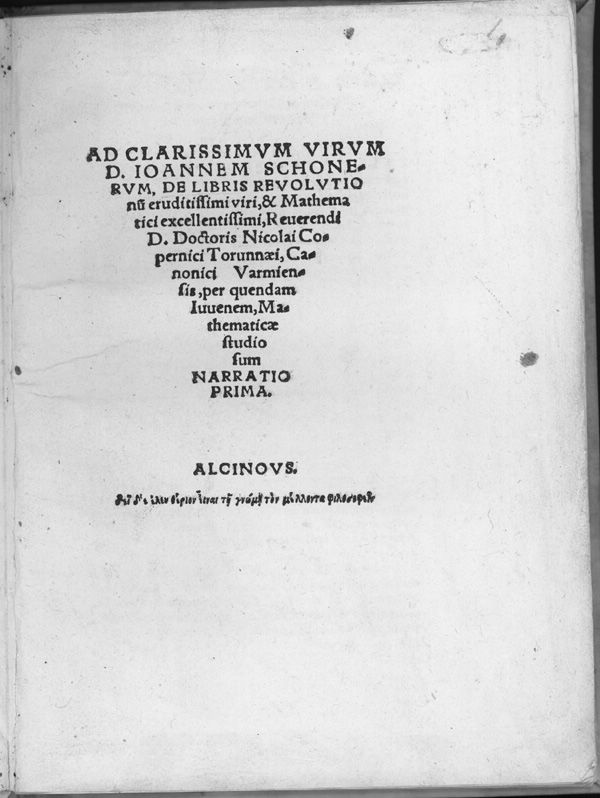
Auf der Titelseite der Erstausgabe Narratio Prima von 1540 wird Rheticus als Verfasser nicht erwähnt

- In arithmeticen praefatio. [Wittenberg] 1536 (Digitalisat).
- Narratio Prima de libris revolutionum Copernici. Danzig 1540 (Digitalisat)
  - 2. Auflage. Basel [1541] (Digitalisat) – mit einer Vorrede von Achilles Pirminius Gasser.
- Tabula chorographica auff Preussen und etliche umbliegende lender. 1541 (Nicolaus Copernicus Gesamtausgabe Band VIII/1: Receptio Copernicana)
- Chorographia tewsch. 1541 (books.google.com)
- De lateribus et angulis triangulorum. Excusum per Iohannem Lufft, Wittenberg 1542 (Digitalisat).
- Ephemerides novae […]. Leipzig 1550 (Digitalisat).
- Canon doctrinae triangvlorvm. Leipzig 1551 (Digitalisat).

posthum
- Opus palatinum de triangulis. 1596 (online) (Originalhandschrift)

## Textausgaben und Übersetzungen
- Henri Hugonnard-Roche, Jean-Pierre Verdet (Hrsg.): Georgii Joachimi Rhetici Narratio prima. Maison d'Édition de l'Académie Polonaise des Sciences, Wrocław 1982, ISBN 83-04-00764-9 (kritische Edition mit französischer Übersetzung und Kommentar)
- Stefan Deschauer (Hrsg.): Die Arithmetik-Vorlesung des Georg Joachim Rheticus, Wittenberg 1536: eine kommentierte Edition der Handschrift X-278 (8) der Estnischen Akademischen Bibliothek. Rauner, Augsburg 2003, ISBN 3-936905-00-2.
- Reijer Hooykaas (Hrsg.): G. J. Rheticus’ Treatise on holy scripture and the motion of the earth, with translation, annotations, commentary and additional chapters on Ramus-Rheticus and the development of the problem before 1650. North-Holland, Amsterdam 1984 (lateinischer Text mit englischer Übersetzung und ausführlichem Kommentar)